# خوسيه مانويل دي هيريرا
خوسيه مانويل دي هيريرا هو دبلوماسي وعسكري ووزير وسياسي مكسيكي، ولد في 27 مارس 1776 في Tlaxcala (city) ‏ في المكسيك، وتوفي في 17 سبتمبر 1831 في مدينة بويبلا في المكسيك. نشط حزبياً في الحزب الليبرالي المكسيكي. وقد انتخب عضو مجلس النواب المكسيك ‏.